# Cantón de Château-Landon
El cantón de Château-Landon era una división administrativa francesa, que estaba situada en el departamento de Sena y Marne y la región de Isla de Francia.

## Composición
El cantón estaba formado por quince comunas:
- Arville
- Aufferville
- Beaumont-du-Gâtinais
- Bougligny
- Bransles
- Chaintreaux
- Château-Landon
- Chenou
- Gironville
- Ichy
- La Madeleine-sur-Loing
- Maisoncelles-en-Gâtinais
- Mondreville
- Obsonville
- Souppes-sur-Loing

## Supresión del cantón de Château-Landon
En aplicación del Decreto n.º 2014-186 de 18 de febrero de 2014, el cantón de Château-Landon fue suprimido el 22 de marzo de 2015 y sus 15 comunas pasaron a formar parte del nuevo cantón de Nemours.